# Orkan Dirk
Orkan Dirk, in den Medien auch Weihnachtsorkan genannt, war ein Orkan, der vom Montag, den 23., bis zum Mittwoch, den 25. Dezember 2013 weite Teile Westeuropas erfasste und für teilweise erhebliche Schäden sorgte. Parallel kam es im Ostteil Europas zu Rekordwärme, und in Folge zu schwerem Schneefall in den Alpen.

## Meteorologie

### Verlauf
Sturmtief Dirk entstand am 22. Dezember 2013 bei Neufundland als schwaches, aber schnell nach Osten ziehendes Tiefdruckgebiet. Der Kern erlebte dann hinter einem starken Islandtief Christian eine explosive Zyklogenese.
Montag Mittag, den 23., hatte sich Dirk enorm verstärkt und lag nun vor der Küste von Irland.
Ab dem Nachmittag gab es dort im Tiefland erste schwere Sturmböen.
Am Heiligabend erreichte der inzwischen zum Orkan herangewachsene Sturm seinen Höhepunkt, im Kern sank der Luftdruck auf unter 940 Hektopascal bei der Isle of Lewis, der niedrigste seit 1886 gemessene Wert.
Die Ausläufer des ungewöhnlich großen Orkans erfassten dabei Irland, Großbritannien, Spanien, Portugal, Frankreich, die Benelux-Staaten, Nordwestdeutschland, Dänemark und Westnorwegen.
Gleichzeitig kam es vor der Sturmfront zu einer intensiven südwestlichen Höhenströmung, im Alpenraum mit starkem Föhn, als typisches Weihnachtstauwetter mit einigen Weihnachtswärmerekorden.
Mittwoch, den 25., am Christtag, verlagerte sich das Tief über die Nordsee, der Sturm flaute ab, die Südströmung nahm noch zu.
| Ort                                | km/h |
| ---------------------------------- | ---- |
| Iraty                              | 228  |
| Gütsch ob Andermatt                | 208  |
| Needles Old Battery, Isle of Wight | 149  |

Ein Spitzenwert wurde an der französischen Messstation Iraty in den Pyrenäen mit 228 km/h verzeichnet. In den Hochlagen Schottlands 180 km/h. Im Ärmelkanal wurden am 24. bis zu 148 km/h (92 mph) gemessen. Der Sturm wuchs in den Schweizer Alpen bis über 200 km/h an, von der MeteoSchweiz als Föhnorkan genannt (Gütsch ob Andermatt auf 2287 m Windspitze 208 km/h, 3. höchster Wert ab 1981).
Gebietsweise kam es zu Starkregen, etwa in Boscombe Down, Salisbury Plain UK, 66,7 Liter binnen 24 Stunden (die größte dort je gemessene 24-Stunden-Regenmenge), im Münsterland 37 l/24 h.
| Ort                                                                | °C         |
| ------------------------------------------------------------------ | ---------- |
| Salzburg                                                           | 15,6 (25.) |
| Moskau                                                             | 03,5       |
| Binningen BL                                                       | 17,1 (24.) |
| Bohumin                                                            | 13,2       |
| 24. oder 25.; mind. 100-jährig, teils seit Beginn der Aufzeichnung |            |

Parallel verzeichnete etwa die Hälfte aller Messstationen in Deutschland den wärmsten 24. Dezember seit Beginn der Wetteraufzeichnungen,
auch Binningen im Baselland 17,1 °C (die Föhnregionen der Schweiz 5–8 Grad über normal),
Salzburg am Alpennordrand maß mit 15,6 °C den mildesten 25. Dezember,
sogar in Moskau wurde mit 3,5 °C der wärmste Dezembertag seit über 100 Jahren registriert.
Das Tief zerfiel 27. des Monats vor Nordnorwegen. Seine Okklusionsfront hatte aber schon zum Stephanitags (26.) über den Alpen einen Schleppwirbel gebildet, der sich als mächtiges – namenloses – Mittelmeertief ausbildete, und in Norditalien zu heftigen Unwettern und in den Alpen enormen Schneemengen (Nordtessin, Misox bis 120 cm/24 h, Osttirol bis 80 cm) führte – in San Bernardino war das der intensivste Schneefall seit Messbeginn 1952.

### Großklimatische Lage
Das Ereignis fiel in eine Phase global extrem starker Druckschwankungen.
Vor Weihnachten herrschten in Nordamerika Temperaturunterschiede von 60 °C auf wenigen tausend Kilometer (Florida +30 °C, New York +16 °C, nördlicher Mittelwesten und Große Seen −15 bis –30 °C), was sich nach Silvester zu einer der schwersten Kältewellen in Nordamerika auswuchs. Ostkanada und Teile der USA wurden ab 22. von einem Schneesturm getroffen, hier waren in Ontario mehrere 100.000 Haushalte, gutteils im Greater Toronto Area, am Weihnachtsabend ohne Strom (Toronto ice storm).
Eine regelrechte Hitzewelle betraf in den Vorweihnachtswochen Ostsibirien, Alaska und die nördliche Westküste. Eine ähnliche Extremlage hatte um Nordamerika in der ersten Dezemberwoche geherrscht, während in Europa der Orkan Xaver durchzog. Danach hatte es um den 13. Dezember Schnee in der Levante bis Israel gegeben.

In Ostasien wurde um Weihnachten von Sibirienhoch ein Kaltlufttropfen abnorm weit nach Süden gedrängt, an der thailändisch-laotischen Grenze herrschte Frost, und Thailand erlebte bis Bangkok eine Kältewälle von unter +20 °C. Auch in der Antarktis gab es Wetterextreme.

## Folgen
Mindestens sieben Menschen kamen bei dem Sturm ums Leben.

### Irland
In Irland fiel für 30.000 Haushalte der Strom aus.

### Vereinigtes Königreich
In der Nacht auf den 24. Dezember musste der Fährverkehr im Hafen von Dover gestoppt werden. In Südengland waren über die Feiertage 150.000 Haushalte ohne Strom, weil starker Wind Leitungen gekappt hatte. 1000 Häuser wurden nach Starkregen überflutet, damit war Dirk eines der Ereignisse der Überschwemmungsserie in England Ende 2013 bis Anfang 2014.
In Großbritannien starben 5 Menschen, darunter drei Hundehalter, die ihre von Fluten erfassten Tiere retten wollten.

### Frankreich
In der Bretagne und der Normandie fiel am Mittag des 24. Dezembers in über 240.000 Haushalten der Strom aus, am zweiten Weihnachtstag war die Versorgung für noch etwa 20.000 nicht wiederhergestellt.
Hier wurde ein Kind von einer einstürzenden Mauer erschlagen, vor der Küste ging vom Frachters Victoriaborg ein russischer Seemann, bei einer Bö von 120 km/h über Bord und ertrank.

### Spanien
In Spanien war besonders die Region Galicien im Nordwesten von heftigem Sturm und großen Regenmengen betroffen, Mittwochs die ganze Iberische Halbinsel. Hier waren zeitweise 88.000 Haushalte ohne Stromversorgung.
Im Nordwesten Spaniens, bei Covas, entgleiste ein Zug, nachdem er gegen einen umgestürzten Baum gefahren war. In Muxía wurde die Pilgerkirche Santuario da Virxe da Barca nach Blitzschlag zerstört.

### Schweiz
In der Schweiz wurden wegen des Föhnsturms (über 200 km/h im Gipfelraum) zahlreiche Bergbahnen gesperrt. Nach den schweren Schneefällen wurde wegen Lawinengefahr auf mehreren Bahnstrecken der Verkehr eingestellt.

### Italien
In Italien kam es durch starken Regen im Norden und Schneefälle im Alpenraum  zu schweren Behinderungen im Bahn-, Straßen- und Flugverkehr. Im Piemont und in Cortina d’Ampezzo waren 10.000ende Menschen ohne Strom. In Genua mussten wegen Murenabgängen kleinere Evakuierungen vorgenommen werden. Bei Turin gab es einen Lawinentoten.

### Österreich
In Österreich kam es verbreitet zu Verkehrsbehinderungen. Im Nordosten in Niederösterreich gab es zahlreiche Feuerwehreinsätze wegen Sturm, insbesondere umgestürzter Bäume. Am Alpennordrand herrscht zeitgleich Föhnsturm (Rudolfshütte 150 km/h,  Rekordtemperaturen in Salzburg), mit mehreren abgedeckten Häusern. Parallel kam es im Süden zu enormen Neuschneemengen, in Osttirol und Kärnten waren einige Tausend Haushalte ohne Strom.

### Polen
In Polen erreichte der Sturm im Süden bis fast 180 km/h. Hier gab es unwetterbedingt mehrere Dutzend Verletzte.

### Dänemark
In Dänemark kam es durch schlechte Sichtverhältnisse zu zahlreichen Verkehrsunfällen, mit um die 50 Verletzten.